# Biathlon aux Jeux olympiques de 2010 – Poursuite femmes
Navigation
Turin 2006 Sotchi 2014
L'épreuve féminine du 10 km poursuite aux Jeux olympiques d'hiver de 2010 a lieu le 16 février 2010 au Parc olympique de Whistler. La poursuite est remportée par l'Allemande Magdalena Neuner devant la Slovaque Anastasia Kuzmina et la Française Marie-Laure Brunet.

## Médaillés
| Or                     | Argent                  | Bronze                   |
| Magdalena Neuner (GER) | Anastasia Kuzmina (SVK) | Marie-Laure Brunet (FRA) |

## Résultats
La course commence à 10 h 30.
Légende : C - Couché ; D - Debout
| Rang                                | Dossard | Athlète                     | Nationalité        | Départ     | Pénalités (C+C+D+D) | Temps         | Retard        |
| ----------------------------------- | ------- | --------------------------- | ------------------ | ---------- | ------------------- | ------------- | ------------- |
| Médaille d'or, Jeux olympiques      | 2       | Magdalena Neuner            | Allemagne          | 0 min 02 s | 2 (0+0+1+1)         | 30 min 16 s 0 |               |
| Médaille d'argent, Jeux olympiques  | 1       | Anastasia Kuzmina           | Slovaquie          |            | 2 (0+1+1+0)         | 30 min 28 s 3 | +12,3         |
| Médaille de bronze, Jeux olympiques | 6       | Marie-Laure Brunet          | France             | 0 min 28 s | 0 (0+0+0+0)         | 30 min 44 s 3 | +28,3         |
| 4                                   | 20      | Anna Carin Olofsson-Zidek   | Suède              | 0 min 58 s | 1 (1+0+0+0)         | 30 min 55 s 4 | +39,4         |
| 5                                   | 33      | Tora Berger                 | Norvège            | 1 min 46 s | 0 (0+0+0+0)         | 31 min 07 s 2 | +51,2         |
| 6                                   | 4       | Anna Boulyguina             | Russie             | 0 min 12 s | 1 (0+1+0+0)         | 31 min 08 s 1 | +52,1         |
| 7                                   | 7       | Olga Zaïtseva               | Russie             | 0 min 28 s | 2 (0+1+1+0)         | 31 min 20 s 3 | +1 min 04 s 3 |
| 8                                   | 10      | Ann Kristin Aafedt Flatland | Norvège            | 0 min 34 s | 1 (1+0+0+0)         | 31 min 33 s 3 | +1 min 17 s 3 |
| DSQ                                 | 9       | Teja Gregorin               | Slovénie           | 0 min 34 s | 2 (0+0+1+1)         | 31 min 38 s 6 | +1 min 22 s 6 |
| 9                                   | 27      | Andrea Henkel               | Allemagne          | 1 min 20 s | 3 (1+0+1+1)         | 31 min 40 s 5 | +1 min 24 s 5 |
| 10                                  | 5       | Ielena Khroustaliova        | Kazakhstan         | 0 min 25 s | 3 (1+0+1+1)         | 31 min 42 s 1 | +1 min 26 s 1 |
| 11                                  | 30      | Kati Wilhelm                | Allemagne          | 1 min 32 s | 1 (0+0+0+1)         | 31 min 43 s 3 | +1 min 27 s 3 |
| 12                                  | 17      | Liudmila Kalinchik          | Biélorussie        | 0 min 51 s | 2 (0+0+1+1)         | 31 min 48 s 2 | +1 min 32 s 2 |
| 13                                  | 12      | Helena Jonsson              | Suède              | 0 min 47 s | 2 (0+0+2+0)         | 31 min 53 s 8 | +1 min 37 s 8 |
| 14                                  | 8       | Daria Domratcheva           | Biélorussie        | 0 min 32 s | 4 (0+2+0+2)         | 31 min 57 s 2 | +1 min 41 s 2 |
| 15                                  | 26      | Simone Hauswald             | Allemagne          | 1 min 19 s | 4 (1+0+1+2)         | 31 min 58 s 6 | +1 min 42 s 6 |
| 16                                  | 3       | Marie Dorin                 | France             | 0 min 11 s | 2 (0+1+0+1)         | 32 min 03 s 2 | +1 min 47 s 2 |
| 17                                  | 13      | Svetlana Sleptsova          | Russie             | 0 min 48 s | 3 (1+0+0+2)         | 32 min 06 s 9 | +1 min 50 s 9 |
| 18                                  | 14      | Éva Tófalvi                 | Roumanie           | 0 min 50 s | 2 (0+1+0+1)         | 32 min 26 s 3 | +2 min 10 s 3 |
| 19                                  | 22      | Olga Medvedtseva            | Russie             | 1 min 06 s | 3 (0+0+2+1)         | 32 min 31 s 9 | +2 min 15 s 9 |
| 20                                  | 18      | Olena Pidhrushna            | Ukraine            | 0 min 52 s | 2 (1+0+0+1)         | 32 min 34 s 0 | +2 min 18 s 0 |
| 21                                  | 11      | Oksana Khvostenko           | Ukraine            | 0 min 43 s | 1 (0+0+1+0)         | 32 min 54 s 3 | +2 min 38 s 3 |
| 22                                  | 23      | Valj Semerenko              | Ukraine            | 1 min 13 s | 3 (0+1+2+0)         | 32 min 57 s 6 | +2 min 41 s 6 |
| 23                                  | 21      | Krystyna Pałka              | Pologne            | 0 min 59 s | 2 (1+0+1+0)         | 33 min 07 s 6 | +2 min 51 s 6 |
| 24                                  | 42      | Agnieszka Cyl               | Pologne            | 2 min 00 s | 1 (1+0+0+0)         | 33 min 08 s 4 | +2 min 52 s 4 |
| 25                                  | 28      | Nadezhda Skardino           | Biélorussie        | 1 min 22 s | 2 (0+0+1+1)         | 33 min 11 s 0 | +2 min 55 s 0 |
| 26                                  | 15      | Sandrine Bailly             | France             | 0 min 50 s | 1 (1+0+1+3)         | 33 min 15 s 0 | +2 min 59 s 0 |
| 27                                  | 36      | Weronika Nowakowska         | Pologne            | 1 min 54 s | 2 (0+0+1+1)         | 33 min 24 s 2 | +3 min 08 s 2 |
| 28                                  | 29      | Sylvie Becaert              | France             | 1 min 26 s | 3 (1+0+2+0)         | 33 min 34 s 8 | +3 min 18 s 8 |
| 29                                  | 51      | Liu Xianying                | Chine              | 2 min 19 s | 2 (0+0+1+1)         | 33 min 41 s 2 | +3 min 25 s 2 |
| 30                                  | 35      | Magdalena Gwizdoń           | Pologne            | 1 min 53 s | 2 (0+1+1+0)         | 33 min 45 s 8 | +3 min 29 s 8 |
| 31                                  | 19      | Magda Rezlerová             | République tchèque | 0 min 55 s | 5 (0+0+1+4)         | 33 min 46 s 9 | +3 min 30 s 9 |
| 32                                  | 31      | Andreja Mali                | Slovénie           | 1 min 37 s | 2 (1+0+1+0)         | 33 min 53 s 9 | +3 min 37 s 9 |
| 33                                  | 25      | Diana Rasimovičiūtė         | Lituanie           | 1 min 16 s | 5 (0+0+3+2)         | 33 min 58 s 4 | +3 min 42 s 4 |
| 34                                  | 50      | Wang Chunli                 | Chine              | 2 min 18 s | 2 (0+0+0+2)         | 34 min 01 s 8 | +3 min 45 s 8 |
| 35                                  | 46      | Megan Tandy                 | Canada             | 2 min 12 s | 1 (1+0+0+0)         | 34 min 02 s 2 | +3 min 46 s 2 |
| 36                                  | 24      | Veronika Vítková            | République tchèque | 1 min 15 s | 3 (1+0+1+1)         | 34 min 02 s 5 | +3 min 46 s 5 |
| 37                                  | 57      | Madara Līduma               | Lettonie           | 2 min 28 s | 3 (0+0+2+1)         | 34 min 02 s 6 | +3 min 46 s 6 |
| 38                                  | 37      | Dijana Ravnikar             | Slovénie           | 1 min 54 s | 1 (0+0+1+0)         | 34 min 02 s 7 | +3 min 46 s 7 |
| 39                                  | 40      | Jana Gereková               | Slovaquie          | 1 min 58 s | 4 (0+3+0+1)         | 34 min 20 s 1 | +4 min 04 s 1 |
| 40                                  | 41      | Sofia Domeij                | Suède              | 1 min 59 s | 2 (1+0+0+1)         | 34 min 23 s 8 | +4 min 07 s 8 |
| 41                                  | 34      | Vita Semerenko              | Ukraine            | 1 min 47 s | 5 (2+0+1+2)         | 34 min 26 s 4 | +4 min 10 s 4 |
| 42                                  | 32      | Song Chaoqing               | Chine              | 1 min 43 s | 5 (1+2+0+2)         | 34 min 46 s 6 | +4 min 30 s 6 |
| 43                                  | 52      | Anna Lebedeva               | Kazakhstan         | 2 min 20 s | 2 (0+1+0+1)         | 34 min 49 s 8 | +4 min 33 s 8 |
| 44                                  | 59      | Kaisa Mäkäräinen            | Finlande           | 2 min 32 s | 2 (0+1+1+0)         | 34 min 50 s 0 | +4 min 34 s 0 |
| 45                                  | 45      | Sara Studebaker             | États-Unis         | 2 min 10 s | 2 (1+0+0+1)         | 35 min 00 s 1 | +4 min 44 s 1 |
| 46                                  | 16      | Anna Maria Nilsson          | Suède              | 0 min 50 s | 6 (1+2+2+1)         | 35 min 16 s 9 | +5 min 00 s 9 |
| 47                                  | 56      | Selina Gasparin             | Suisse             | 2 min 28 s | 5 (2+1+1+1)         | 35 min 53 s 5 | +5 min 37 s 5 |
| 48                                  | 39      | Mihaela Purdea              | Roumanie           | 1 min 57 s | 4 (1+0+0+3)         | 36 min 08 s 5 | +5 min 52 s 5 |
| 49                                  | 43      | Michela Ponza               | Italie             | 2 min 00 s | 1 (0+1+0+0)         | 36 min 11 s 9 | +5 min 55 s 9 |
| 50                                  | 38      | Katja Haller                | Italie             | 1 min 55 s | 5 (1+2+2+0)         | 36 min 20 s 9 | +6 min 04 s 9 |
| 51                                  | 49      | Dana Plotogea               | Roumanie           | 2 min 17 s | 3 (0+0+2+1)         | 36 min 38 s 8 | +6 min 22 s 8 |
| 52                                  | 47      | Karin Oberhofer             | Italie             | 2 min 13 s | 6 (2+3+1+0)         | 36 min 40 s 3 | +6 min 24 s 3 |
| 53                                  | 44      | Fuyuko Suzuki               | Japon              | 2 min 02 s | 1 (0+0+0+1)         | 36 min 41 s 9 | +6 min 25 s 9 |
| 54                                  | 60      | Zdeňka Vejnarová            | République tchèque | 2 min 33 s | 6 (1+1+3+1)         | 37 min 30 s 6 | +7 min 14 s 6 |
| 55                                  | 53      | Natalia Levtchenkova        | Moldavie           | 2 min 23 s | 4 (1+0+0+3)         | 37 min 38 s 5 | +7 min 22 s 5 |
| 56                                  | 48      | Gerda Krūmiņa               | Lettonie           | 2 min 14 s | 4 (0+2+1+1)         | 37 min 58 s 7 | +7 min 42 s 7 |
|                                     | 55      | Eveli Saue                  | Estonie            | 2 min 28 s | 7 (1+2+4)           | DNF           |               |
|                                     | 58      | Marina Lebedeva             | Kazakhstan         | 2 min 31 s | 5 (1+2+2)           | DNF           |               |
|                                     | 54      | Martina Halinárová          | Slovaquie          | 2 min 23 s | 6 (1+2+3)           | DNF           |               |